# Hamburg-Harburg station
Hamburg-Harburg station är en av fem större järnvägsstationer i Hamburg för regionaltåg och fjärrtåg. Stationen ligger i stadsdelen Harburg i södra delen av staden. Även Hamburgs pendeltåg (S-Bahn) trafikerar stationen på ett underjordiskt plan med två spår i Harburgtunneln. Stationen ligger längs huvudlinjerna mot Bremen och Hannover, samt vid Harburgs S-Bahnlinje. Stationen öppnades redan år 1897 men byggdes om med bl.a. ett underjordiskt plan 1983.

## Bilder

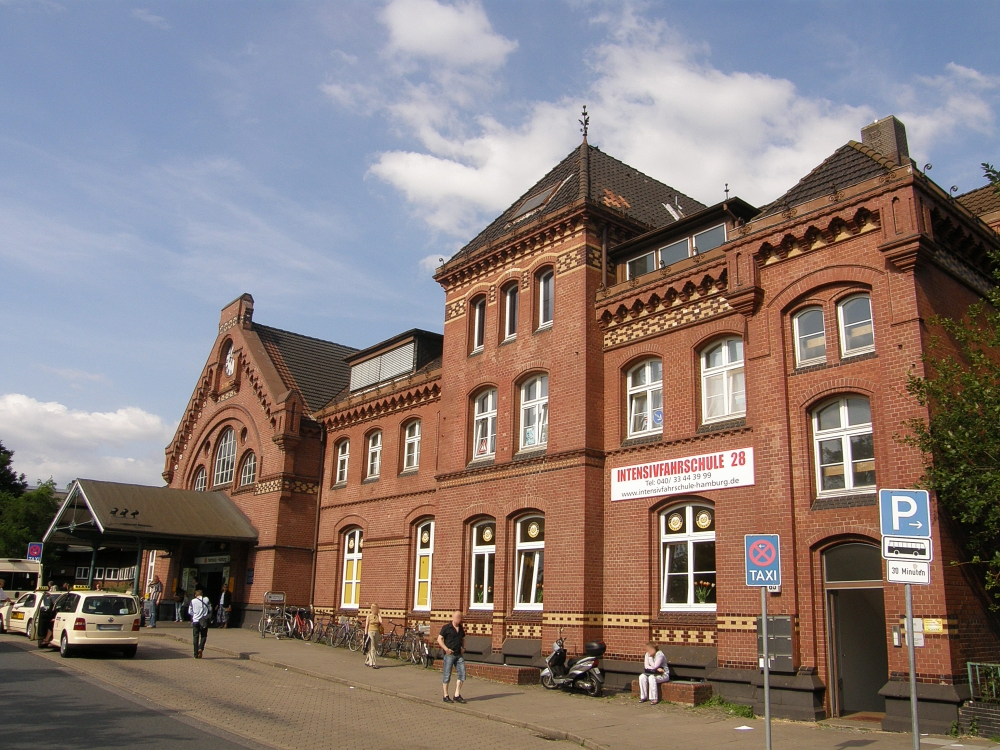
Stationsbyggnaden.
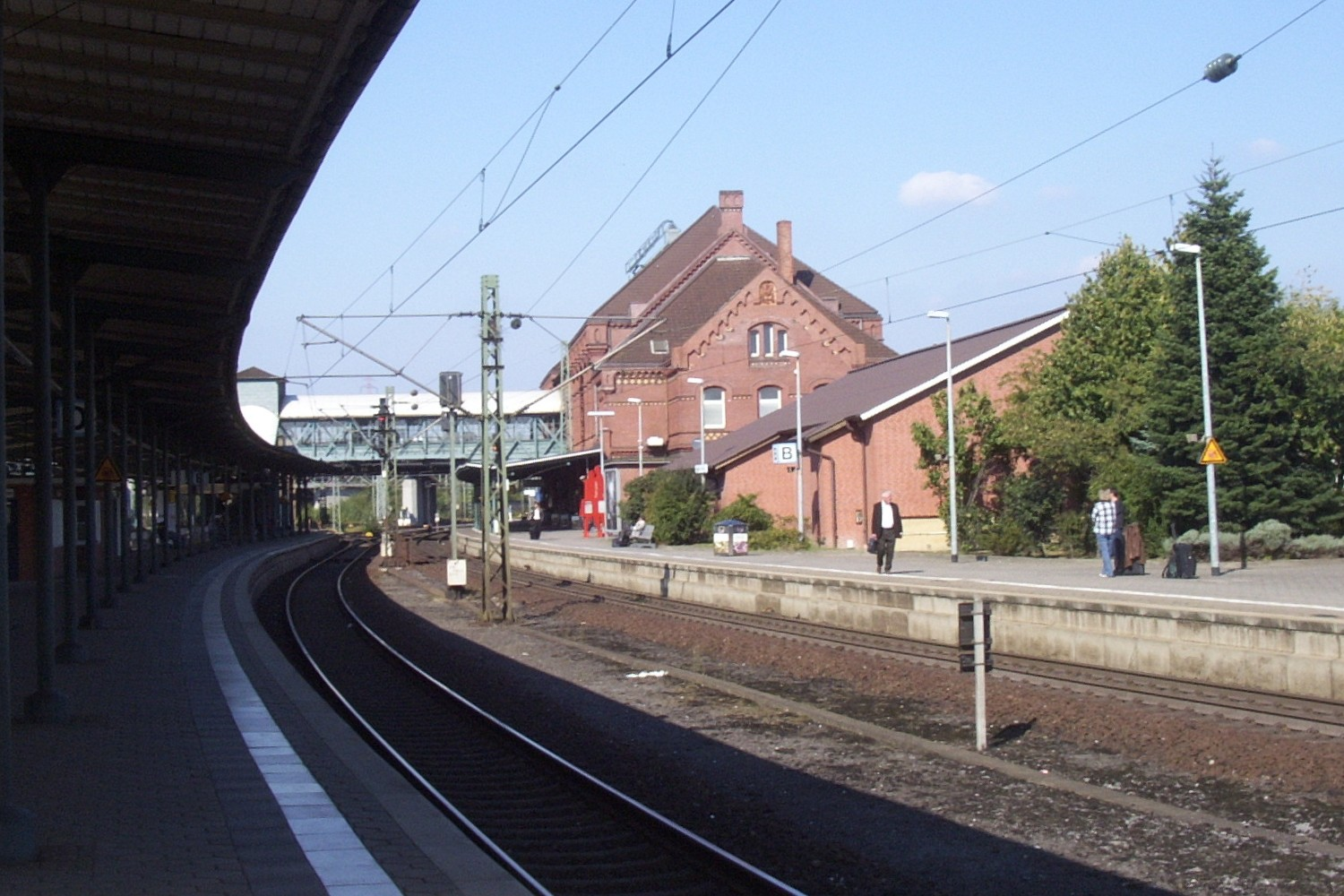
Spår 5 närmast
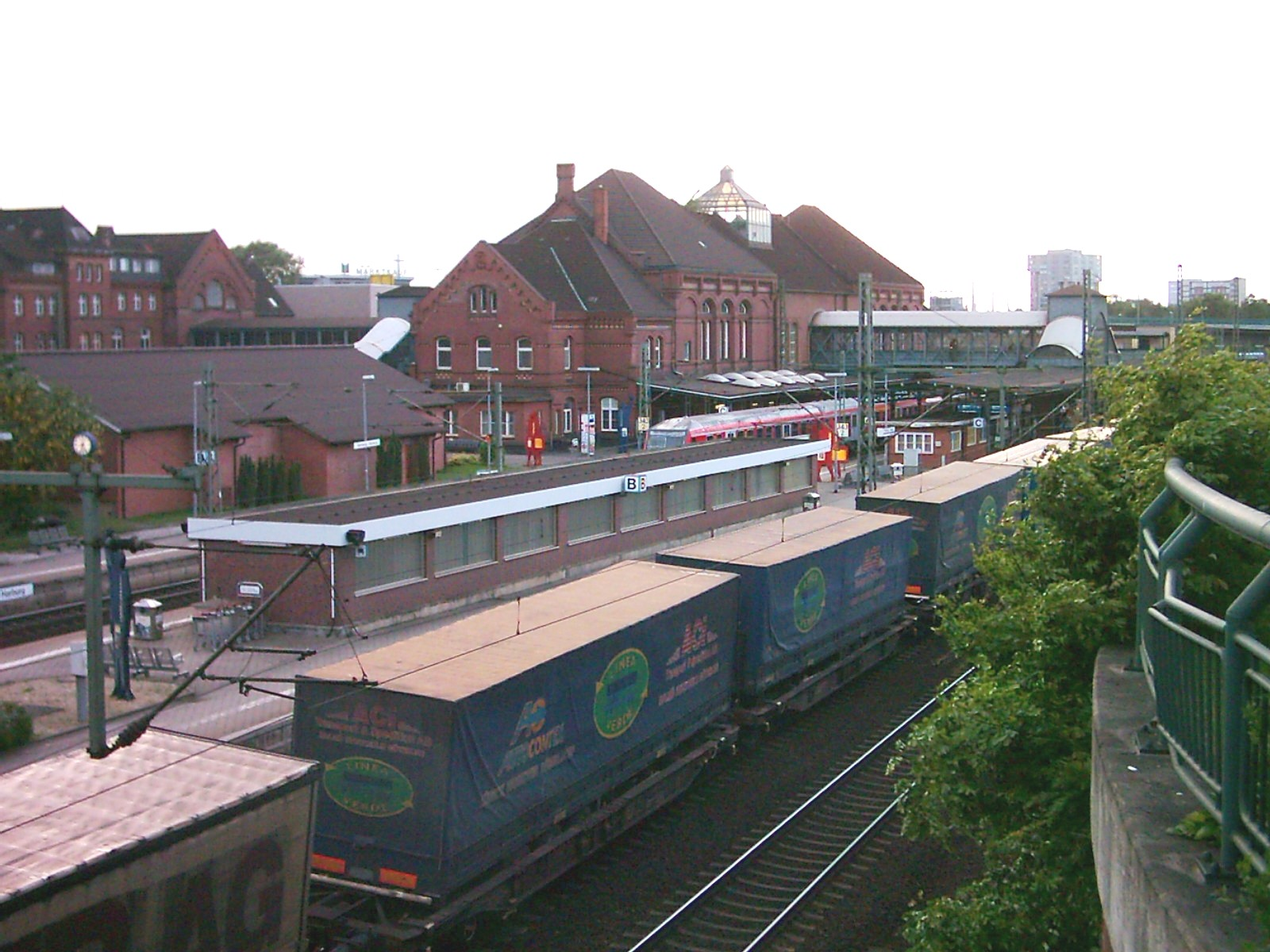
Spårområdet
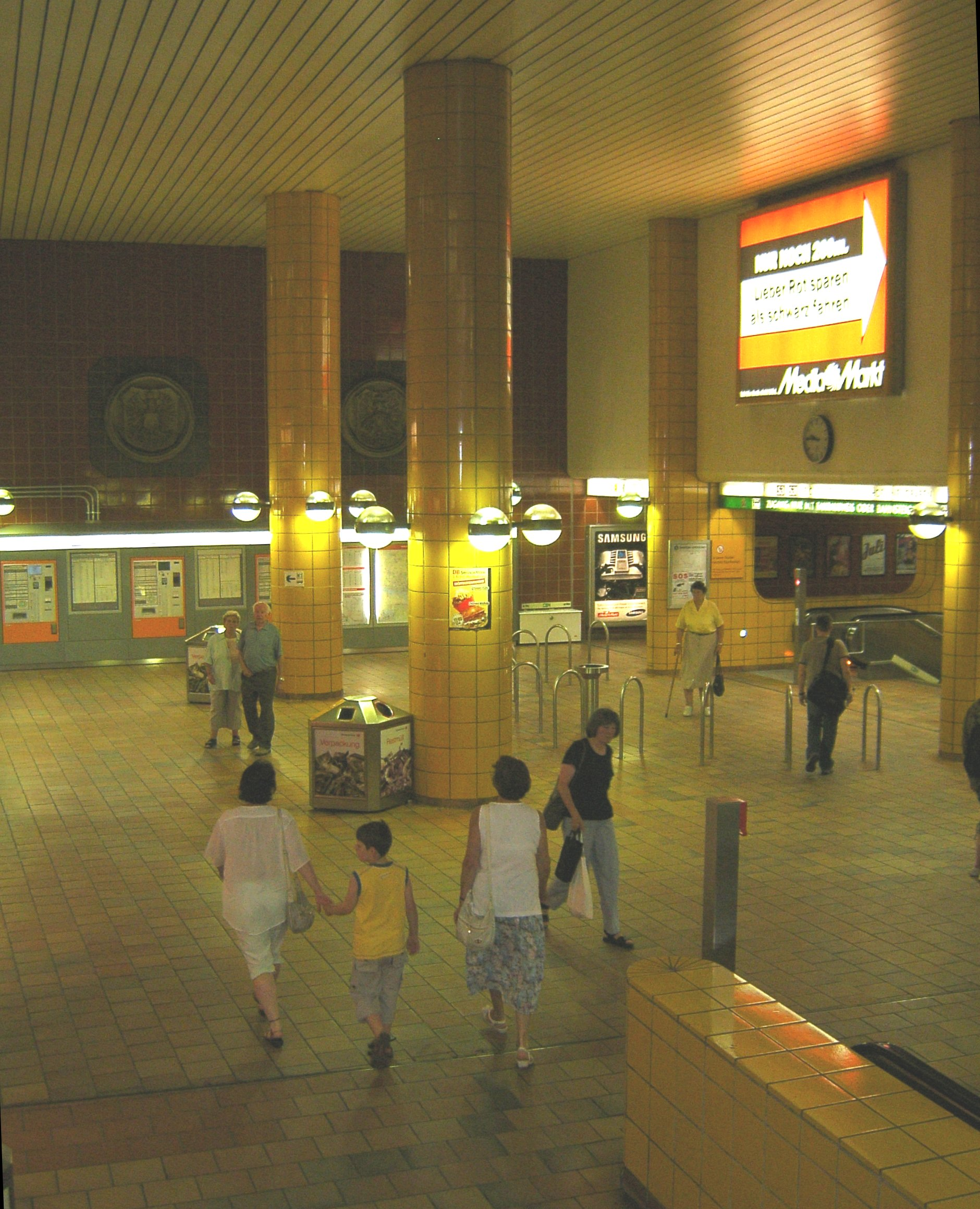
Hallen med rulltrappor som leder ned till S-Bahn.
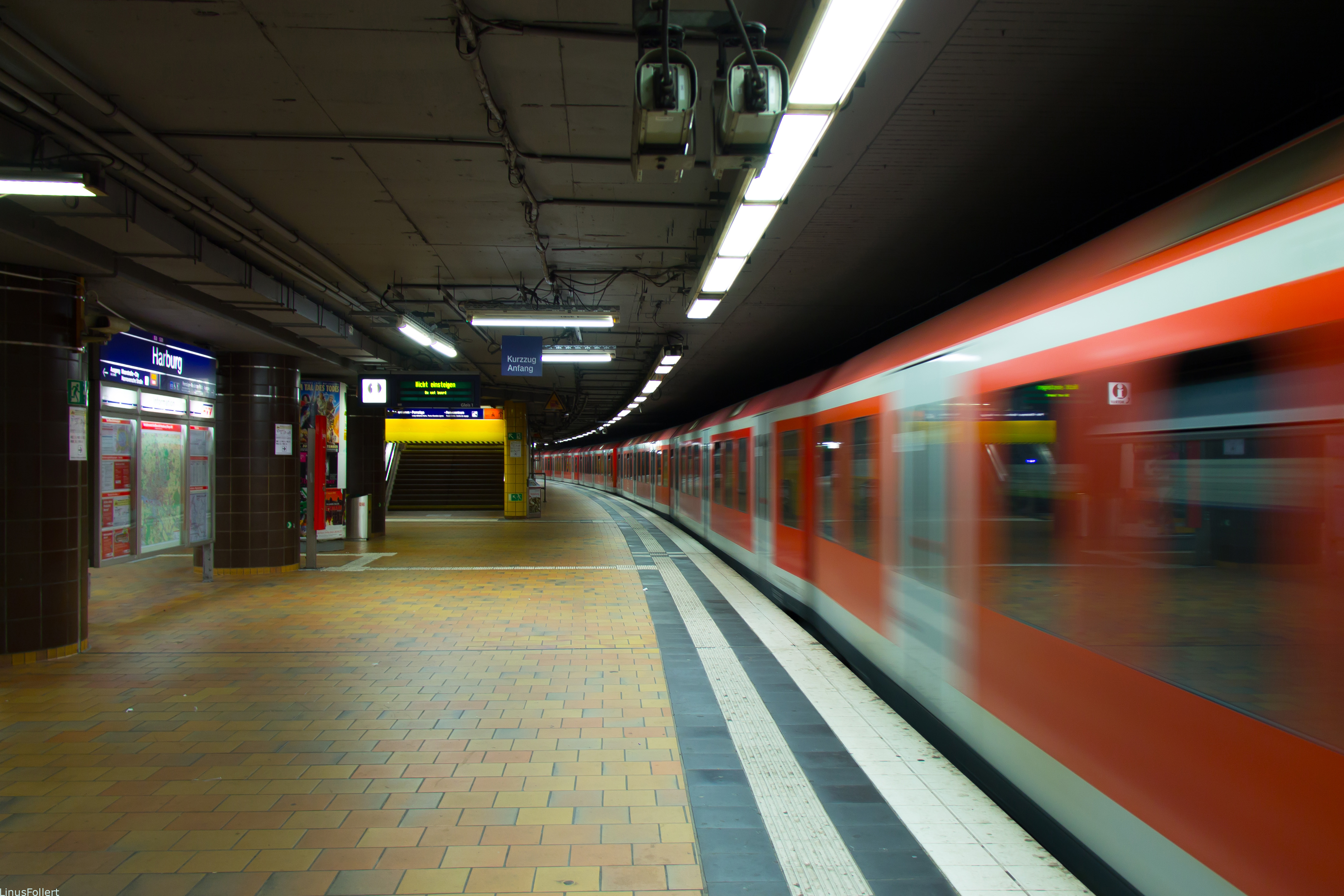
S-Bahn
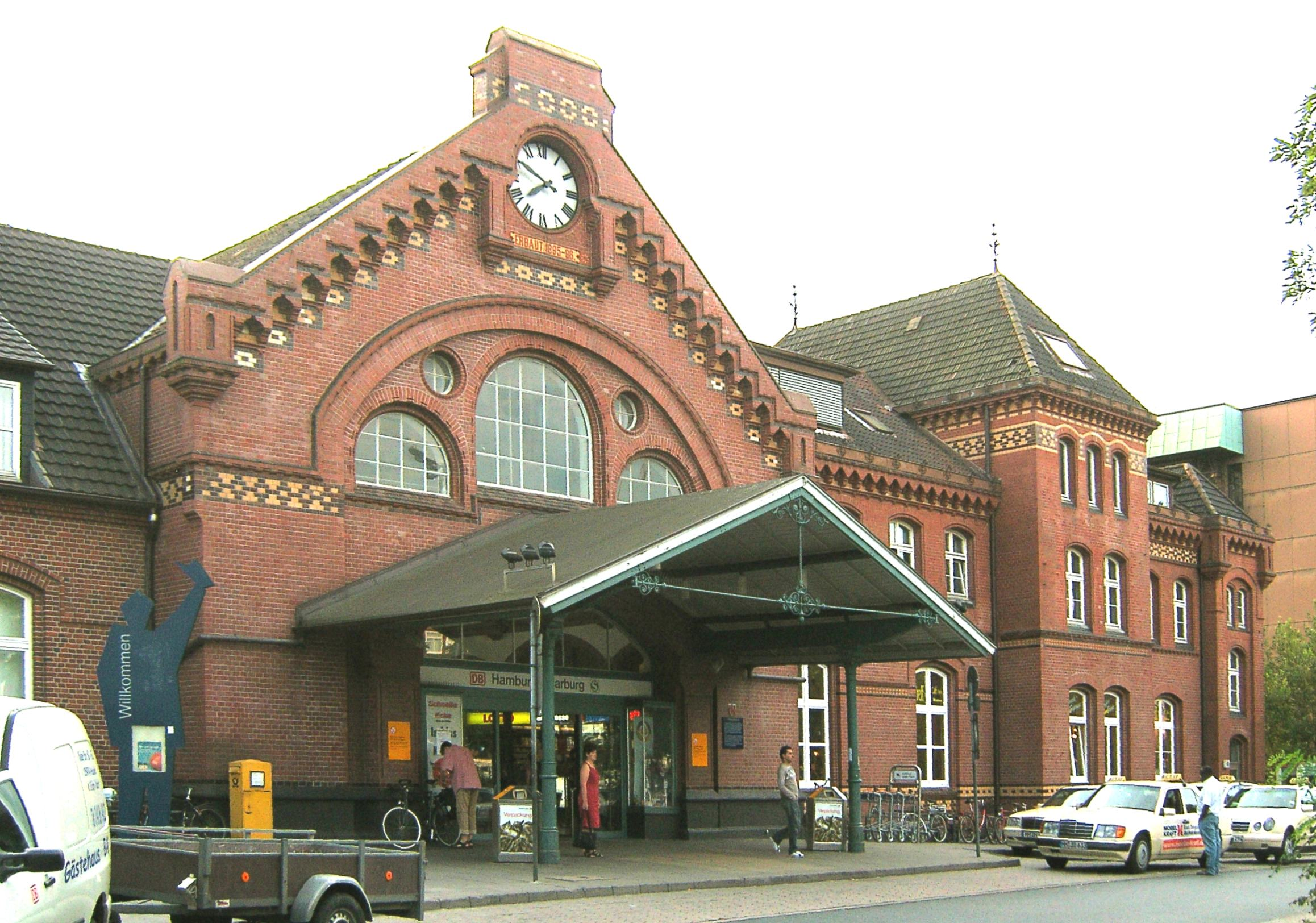
Stationsbyggnaden